# Sincerely Yours (film)
Pour l’article homonyme, voir Sincerely Yours.
Pour plus de détails, voir Fiche technique et Distribution.
Sincerely Yours est un film américain réalisé par Gordon Douglas et sorti en 1955.

## Synopsis
Anthony Warrin est un pianiste à succès sur le point de jouer au Carnegie Hall qui a une petite amie blonde et une fidèle secrétaire brune. Malheureusement, avant ses débuts à Carnegie, il est saisi d’une mystérieuse maladie qui le conduit à la surdité. Ne pouvant plus travailler, il est abandonné par les deux femmes. Devenant altruiste, il parvient à lire sur les lèvres et va tenter de leur venir en aide.

## Fiche technique
- Réalisation : Gordon Douglas
- Scénario : Jules Eckert Goodman (pièce The Silent voice)
- Musique : Ray Heindorf
- Durée : 115 minutes ou 118 minutes[1]
- Date de sortie : 1er novembre 1955

## Distribution
- Liberace : Anthony Warrin
- Joanne Dru : Marion Moore
- Dorothy Malone : Linda Curtis
- Alex Nicol : Howard Ferguson
- William Demarest : Sam Dunne
- Lori Nelson : Sarah Cosgrove
- Lurene Tuttle : Mrs. McGinley
- Richard Eyer : Alvie Hunt